# Françoise Mézières

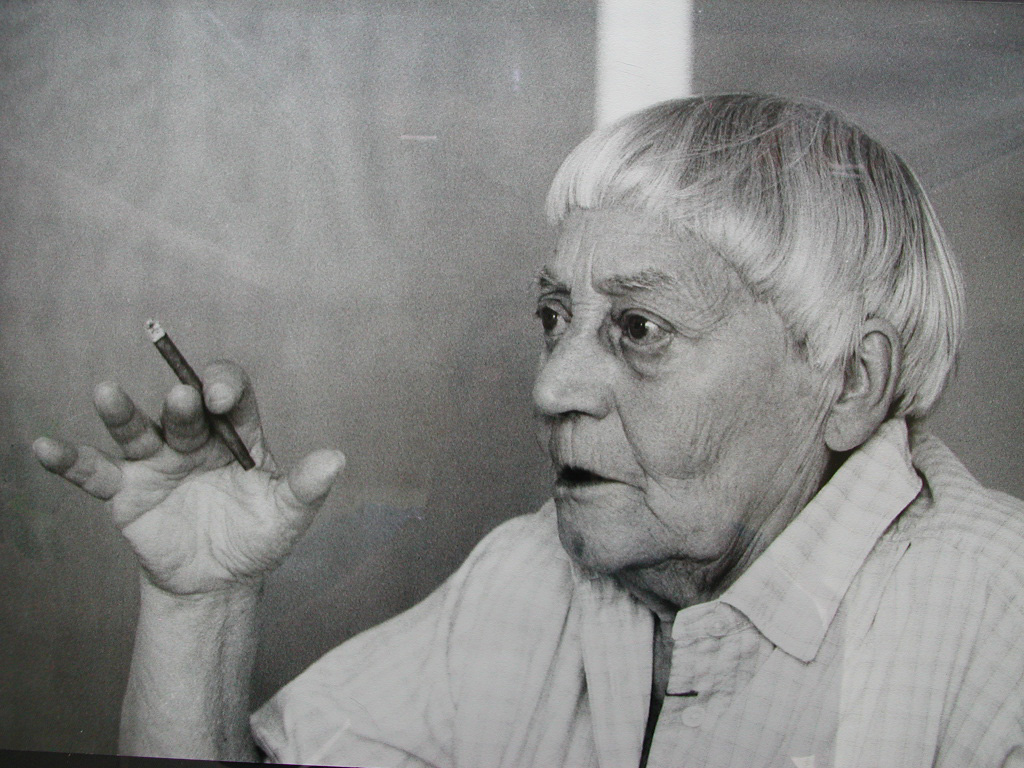
Françoise Mézières en 1985.

Françoise Mézières (1909-1991) fue una fisioterapeuta francesa, creadora del concepto de cadenas musculares y del Método Mézières. Para muchos profesionales, su forma de trabajo supuso una revolución para el mundo de la rehabilitación y aportó una nueva visión de la mecánica corporal humana.

## Educación y carrera
Françoise Mézières estudió en la Escuela Francesa de Ortopedia y Masaje de la calle Cujas en París, cuyo director era Boris Dolto. Obtuvo su diplomatura en vísperas de la evacuación de París ante el avance de las tropas alemanas. Mézières aprendió las técnicas de la época, especialmente la "gimnasia correctiva", basada exclusivamente en la potenciación muscular. Pasada la guerra, la escuela de la calle Cujas retoma su actividad y el director le propone enseñar en dicha escuela. En la primavera de 1947, cuando acababa de terminar la redacción de un ensayo, una especie de recopilación de la gimnasia terapéutica de la época, descubre lo que ella llamaría su "observación princeps", que será el origen de su Método.

## Teorías
En su origen, la fisioterapia tuvo como objetivo la recuperación de la fuerza muscular de los enfermos politraumatizados y parapléjicos, aunque más adelante esta opción terapéutica se convierte en la única forma de rehabilitación. Desde esta perspectiva se considera que los dolores y las disfunciones son consecuencia de una hipotética falta de fuerza, y que las deformidades son causadas por una improbable ineptitud para resistir la fuerza de la gravedad. A partir de este postulado, los tratamientos consistirían únicamente en ganar fuerza muscular. Las diferencias entre las escuelas se reducen entonces a minúsculos detalles, a variantes en torno a la musculación y a la ganancia de fuerza.
En su práctica clínica, Meziérès comprueba con sus pacientes que las deformaciones de la postura no son consecuencia de una falta de fuerza, sino debidas a un exceso de tensión de determinados grupos musculares. Este exceso de tensión produce una compresión de la región corporal de la que se trate, causando incluso desviaciones óseas en la alineación fisiológica de los ejes del cuerpo.
Para Meziérès, el ser humano está bien diseñado para vivir en sintonía con la fuerza de la gravedad. En condiciones fisiológicas, la verticalidad de la postura se consigue con el equilibrio tónico de todas las cadenas musculares del cuerpo, sin necesidad de hacer esfuerzos para contrarrestar un hipotético aplastamiento debido a la fuerza de la gravedad.

## Obras
Mézières únicamente escribió algunos artículos sobre su método y un libro que actualmente no se ha vuelto a reeditar pero ha supuesto la base para muchas otras obras sobre la reeducación postural global.
- La gymnastique statique, Paris, Vuibert, 1947
- L’Homéopathie française, Ed. G. Doin, avril 1972 no 4 p. 195
- Révolution en gymnastique orthopédique, Amédée Legrand et compagnie, 1949
- Originalité de la Méthode Mézières, Maloine, 1984 (95) 15-16